# Issenhausen
Issenhausen é uma comuna francesa na região administrativa de Grande Leste, no departamento Baixo Reno. Estende-se por uma área de 2,11 km². Em 2010 a comuna tinha 113 habitantes (densidade: 53,6 hab./km²).